# Drove
Drove is een plaats in de Duitse gemeente Kreuzau, deelstaat Noordrijn-Westfalen, en telt 2.275 inwoners (31 juli 2019).
Het dorpje Drove was reeds in de klassieke oudheid door Kelten en Romeinen bewoond. In de eeuwen daarna vestigden zich hier de Franken.
In de oudheid stond ten zuidoosten van Drove een Romeinse villa, die wellicht vanaf de 2e eeuw van drinkwater werd voorzien via een aquaduct. In dit geval was dit aquaduct niet bovengronds, maar bestond het grotendeels uit een in de heuvel van de Drover Heide uitgehouwen, 1.600 meter lange tunnel, de enige in het huidige Noordrijn-Westfalen. De restanten hiervan zijn geconserveerd en er loopt een wandelroute met informatiepanelen langs. De tunnel begon bij een nog bestaande bron met de naam Heiliger Pütz en eindigde bij het dorpje Soller, gem. Vettweiß.
De Sint-Maartenskerk in het dorp is in 1929 gebouwd op de plaats van een oudere kerk, die was gesloopt vanwege bouwvalligheid. Uit die oude kerk bleef een glas-in-loodraam uit 1538 gespaard, dat de kruisiging van Jezus Christus afbeeldt. Dit kostbare venster is in de nieuwe kerk ingebouwd.
Van de late middeleeuwen t/m de 17e eeuw werd in de bergen bij het dorp op kleine schaal koper en lood gedolven.
Drove had tot 1938, toen de nazi's de grootschalige vervolging en uitroeiing van deze bevolkingsgroep inluidden met de Kristallnacht, een relatief grote joodse gemeenschap. Het dorp had tot aan de Tweede Wereldoorlog een eigen synagoge. Alle joden werden eerst naar een verzamelpunt aan de rand van Düren gebracht en van daaruit naar de concentratiekampen gevoerd, waar allen een afschuwelijke dood stierven. Op de plaats van de voormalige synagoge is een monument geplaatst om de omgebrachte joden te gedenken. De beroemde schrijver Heinrich Böll heeft over hen een essay geschreven met de titel: Die Juden von Drove.
Nabij Drove lag tot 2004 een militair oefenterrein in het bos- en heidegebied Drover Heide. Na het verwijderen van de militaire installaties en gebouwen is het terrein natuurreservaat geworden. Het maakt deel uit van het natuurpark Nordeifel. Men kan er fraaie wandelingen maken, en in de wijdere omgeving, ook meerdaagse fietstochten.

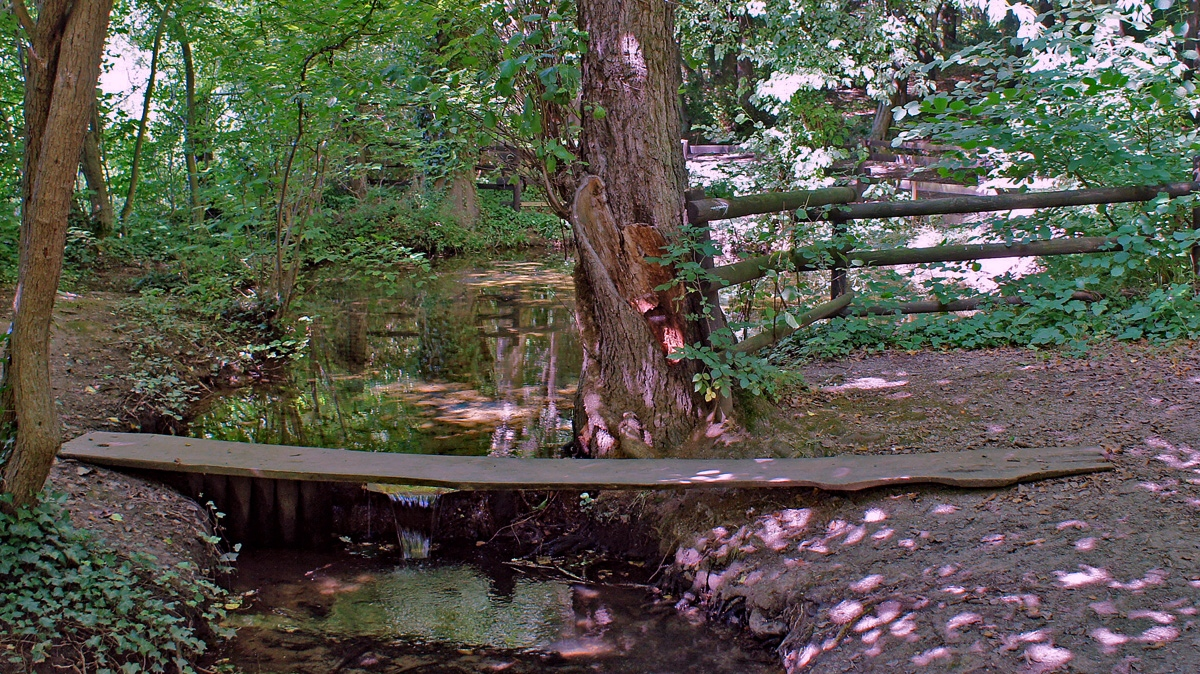
De bron Heiliger Pütz
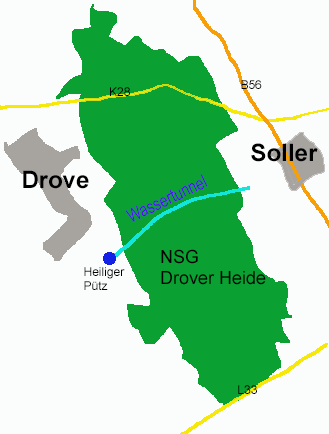
Situatiekaartje Romeinse tunnel
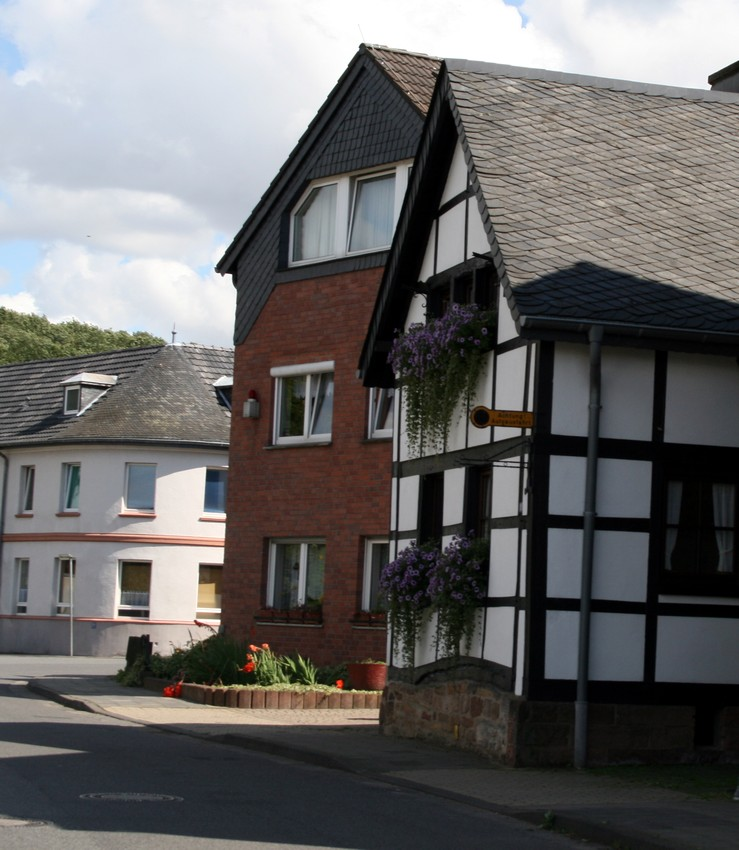
Oud vakwerkhuis in het dorp
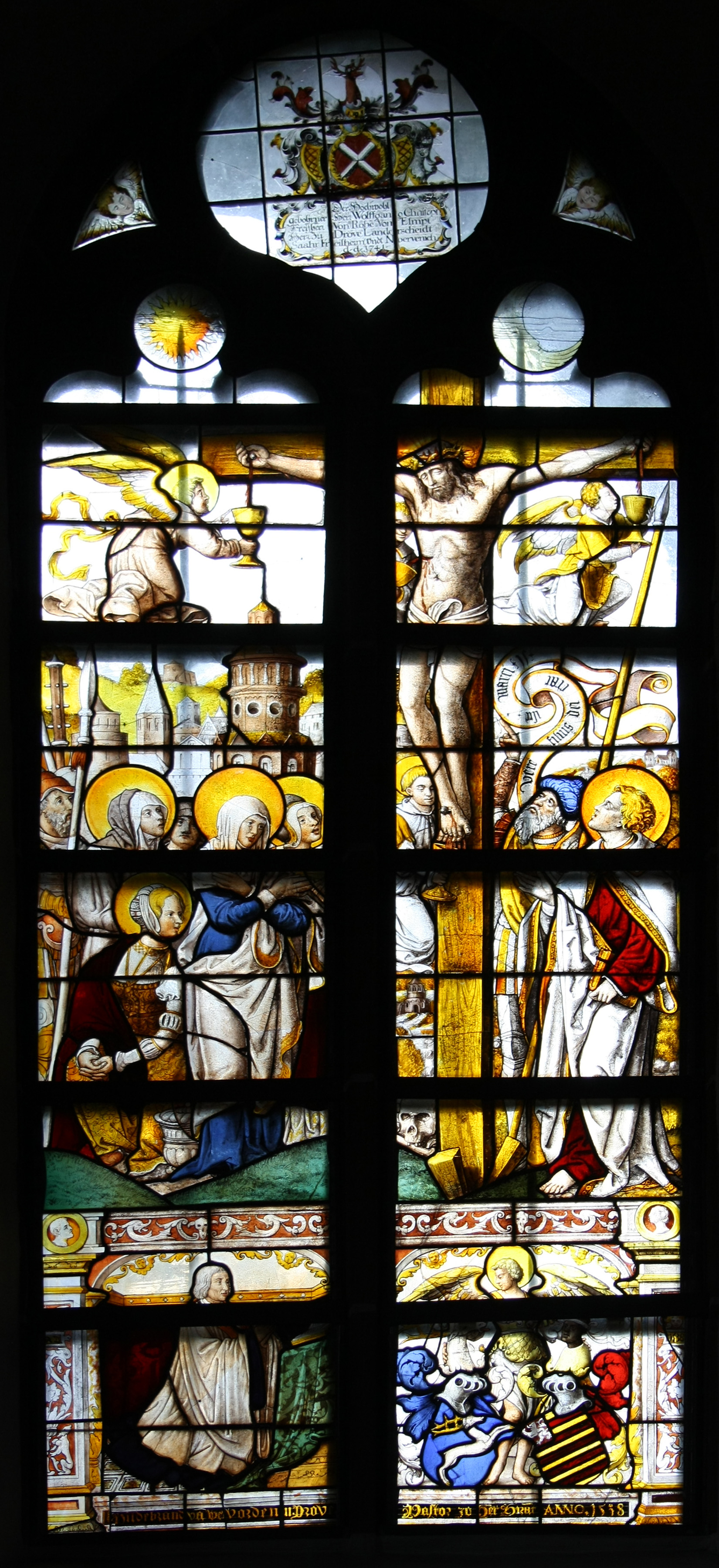
Kruisigingsvenster in de St.-Maartenskerk